# San José del Chapín
San José del Chapín är en ort i Mexiko.   Den ligger i kommunen Guanajuato och delstaten Guanajuato, i den centrala delen av landet, 270 km nordväst om huvudstaden Mexico City. San José del Chapín ligger 1 857 meter över havet och antalet invånare är 192.
Terrängen runt San José del Chapín är platt åt sydväst, men åt nordost är den kuperad. Runt San José del Chapín är det ganska tätbefolkat, med 239 invånare per kvadratkilometer. Närmaste större samhälle är Guanajuato, 16,5 km norr om San José del Chapín. Trakten runt San José del Chapín består i huvudsak av gräsmarker.